# Lalage sueurii
Lalage sueurii là một loài chim trong họ Campephagidae.